# Imperial Airways
Imperial Airways Ltd. war eine 1924 gegründete britische Luftfahrtgesellschaft mit Schwerpunkt im internationalen Linienverkehr. Im Jahr 1939 wurde sie verstaatlicht und mit der Inlandsgesellschaft British Airways zur British Overseas Airways Corporation (BOAC) vereinigt.

## Geschichte

### Gründung
Der Gründung ging eine Empfehlung einer Regierungskommission (dem Hambling-Komitee) aus dem Jahre 1923 voraus, nach der die wichtigsten damals in Großbritannien vorhandenen Luftfahrtgesellschaften sich zu einer Gesellschaft zusammenschließen sollten, um für den internationalen Luftverkehr gerüstet zu sein. Imperial Airways setzte sich am 1. April 1924 aus den Unternehmen Handley Page Transport Ltd., Instone Air Line Ltd., Daimler Airway und British Marine Air Navigation Company Ltd. zusammen. Unter den dabei übernommenen Flugzeugen (drei Handley Page W.8B,  eine Vickers Vimy, sieben De Havilland DH.34, und zwei Flugboote  vom Typ Supermarine Sea Eagle) war ein Teil bereits veraltet bzw. nicht mehr einsetzbar.
Die Basis der landgestützten Flugzeuge lag  im London Borough of Croydon. Zu den Aufgaben gehörte neben den Luftverbindungen zwischen England und dem Rest Europas insbesondere die Verbindung innerhalb des damaligen, weiträumigen britischen Empires.

### 1920er Jahre

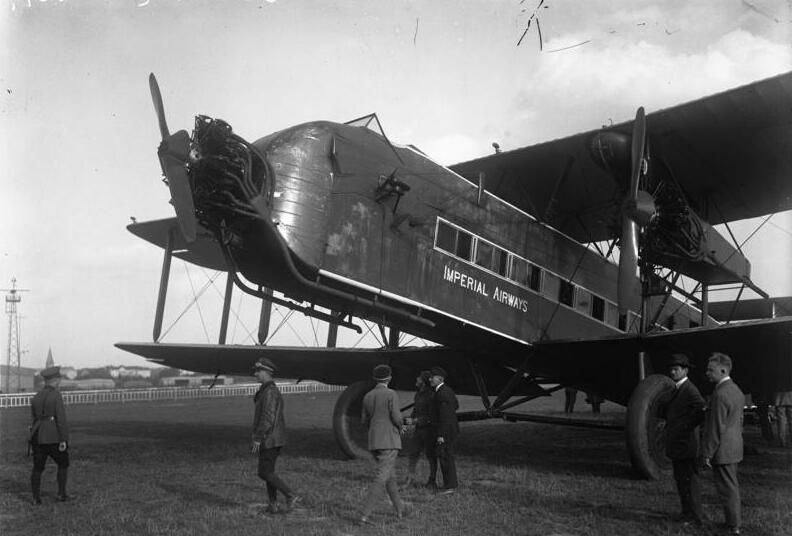
Eine Armstrong Whitworth A.W.154 der Imperial Airways 1928 in Berlin

Am 26. April 1924 nahm eine de Havilland  DH.34 der Flugbetrieb mit einer täglichen Verbindung zwischen London und Paris auf. Danach kamen zunächst ab 1. Mai die Routen Southampton–Guernsey, ab 3. Mai dann London–Brüssel, –Ostende und –Köln sowie die Routen London–Basel und London–Zürich über Paris dazu, wobei letztere nur in den Sommermonaten geflogen wurde.
Am 6. April 1925 wurde an Bord einer Handley Page W.8b der Imperial Airways auf dem Flug von London-Croydon nach Paris der Film Die verlorene Welt gezeigt. Es handelte sich dabei um die weltweit erste Aufführung eines Kinofilms an Bord eines Linienfluges.
Ab dem 1. Oktober 1925 konnte mit der Route Kairo–Karatschi die erste außereuropäische Verbindung innerhalb des damaligen britischen Empire in Betrieb genommen werden.
Im Jahr 1926 wurde die Flotte mit einer Handley Page W.9, vier W.10 und der neuen Armstrong Whitworth Argosy erheblich erweitert.
Im Januar 1927 richtete Imperial Airways eine Verbindung zwischen Kairo und Basra ein. Da die Navigation über dem Wüstengebiet sehr schwierig war, wurde zuvor eigens eine deutlich erkennbare Furche durch den Wüstenboden zwischen Palästina und Bagdad gepflügt.
Am 1. Mai 1927 ging mit einer Argosy auf der Strecke London-Paris die erste Linienverbindung mit einem eigenen Namen – „Silver Wing“ – in Betrieb. Dabei wurde bereits eine Mahlzeit während des Fluges angeboten.
Im Dezember desselben Jahres nahm man eine Flugverbindung zwischen Ägypten und Indien auf. Dafür wurde die eigens für Überseeverbindungen in Auftrag gegebene de Havilland Hercules eingesetzt.
Nach und nach wurden die Strecken weiter ausgebaut, und am 30. März 1929 nahm Imperial Airways mit einem Flugboot des Typs Short Calcutta auf der Strecke London-Karatschi die erste Etappe einer Luftverbindung zwischen England und Indien in Betrieb.

### 1930er Jahre
Der erste Teil der Strecke zwischen Kairo und Kapstadt wurde am 28. Februar 1931 mit einer wöchentlichen Flugverbindung zwischen London und Tanganjika eröffnet. Am 20. Januar 1932 konnte Post bis nach Kapstadt geflogen werden. Ab dem 27. April 1932 folgte der Passagierdienst auf dieser Route.
Am 1. April 1931 startete versuchsweise ein Luftpostversand zwischen London und Australien. In Niederländisch-Indien übernahm ein australisches Flugzeug die Post und brachte sie am 29. April nach Sydney.
Nach dem Kauf von acht viermotorigen Handley Page H.P.42 erweiterte Imperial das Angebot erheblich. In den komfortabel ausgestatteten Flugzeugen wurden während des Fluges komplette Mahlzeiten serviert. Im Jahr 1933 erweiterte die Fluggesellschaft die Verbindungen in Asien bis nach Rangun und Singapur.
Am 18. Januar 1934 gründeten Imperial Airways und Qantas gemeinsam die Qantas Empire Airways Ltd.
Mit der De Havilland DH.86 Express wurden ab 1935 weitere Strecken in Europa wie London-Brüssel-Köln-Prag-Budapest eröffnet. Im Jahr 1936 folgten weitere Verbindungen in Afrika sowie nach Penang und Hongkong. Zusätzlich übernahm die Short S.23 Empire Flüge im Mittelmeerraum. Ab 1937 wurde der Mittelmeerraum über die Strecke Southampton-Marseille-Rom-Brindisi-Athen-Alexandria direkt angeflogen. 1937 bis 1940 betrieb Imperial Airways in der Levante die von Pinchas Ruthenberg gegründete Palestine Airways. Southampton diente seitdem als Basis für alle Flüge in das Empire, während Croydon zum Ausgangspunkt für Flüge innerhalb Europas wurde.
Am 16. Juni 1937 eröffnete Imperial gemeinsam mit Pan American Airways ihre erste Atlantikverbindung von Bermuda nach New York mit der Short S.30.
Im Jahr 1938 gab es mit der Armstrong Whitworth Ensign und der De Havilland DH.91 Albatross eine weitere Modernisierung, durch die auch einige Rekorde in der Verbindung europäischer Hauptstädte erreicht wurden.
Um die Nordatlantikroute bewältigen zu können, experimentierte Imperial Airways mit einer Art Mistel-Gespann, genannt Short Mayo. Dies bestand aus einem viermotorigen Flugboot, der „Maia“, auf dem ein kleineres Wasserflugzeug, die „Mercury“, montiert war. Nachdem die Maia eine gewisse Flughöhe erreicht hatte, trennte sich die Mercury von ihr, um die restliche Strecke allein zu bewältigen. Am 21. Juli 1938 fand auf diese Weise der erste Flug statt, bei dem die Mercury in Montreal landete und nach dem Entladen mit Zeitungen und Fotos nach New York weiterflog, wo sie nach knapp 25 Stunden landete. Die zweite getestete Methode war die Luftbetankung durch eine umgebaute Handley Page Harrow. Als das erste so betankte Flugboot in New York ankam, hatte der Zweite Weltkrieg gerade begonnen.
Im Jahr 1939 hatte Imperial Airways noch die Entwicklung eines neuen Flugzeuges, der Short S.26 in Auftrag gegeben. Als die Maschinen dieses Typs einsatzbereit waren, befand man sich bereits im Krieg. Die Flugzeuge wurden daher mit je drei Boulton Paul-BPA Mk II-Vierlings-MG-Ständen bestückt und als Langstrecken-Aufklärer bei der RAF eingesetzt. Im Laufe desselben Jahres ging Imperial Airways schließlich zusammen mit British Airways Ltd. in der British Overseas Airways Corporation (BOAC) auf.

## Flotte
| Flugzeugtyp                         | Anzahl | Indienststellung | in Dienst bis           |
| ----------------------------------- | ------ | ---------------- | ----------------------- |
| Airco DH.4                          | 1      | 1924             | 1924                    |
| Vickers 66 Vimy Commercial          | 1      | 1924             | 1925                    |
| Bristol 75 Ten-Seater               | 1      | 1924             | 1926                    |
| De Havilland DH.34                  | 7      | 1924             | 1926                    |
| Vickers 61/74 Vulcan                | 3      | 1924             | 1928                    |
| De Havilland DH.50                  | 3      | 1924–1925        | 1932                    |
| Handley Page W.8                    | 4      | 1924             | 1932                    |
| Supermarine Sea Eagle               | 2      | 1924             | 1928                    |
| Vickers Vulcan                      | 4      | 1924–1925        | 1928                    |
| Avro 563 Andover                    | 1      | 1925             | 1926                    |
| Handley Page W.9                    | 1      | 1926             | 1929                    |
| Handley Page W.10                   | 4      | 1926             | 1933                    |
| Armstrong Whitworth A.W.154 Argosy  | 7      | 1926–1928        | 1935                    |
| De Havilland DH.66 Hercules         | 9      | 1926–1929        | 1935                    |
| Short S.8 Calcutta                  | 5      | 1928             | 1937                    |
| Westland Wessex                     | 3      | 1929–1933        | 1936                    |
| Avro 618 Ten                        | 2      | 1930–1931        | 1940                    |
| Short S.17 Kent                     | 3      | 1931             | 1938                    |
| Handley Page H.P.42                 | 8      | 1931             | 1941                    |
| Armstrong Whitworth A.W.15 Atalanta | 8      | 1931–1933        | 1941                    |
| Short L.17 Scylla                   | 2      | 1934             | 1940 an BOAC            |
| Vickers 212 Vellox                  | 1      | 1934             | 1936                    |
| De Havilland DH.86 Express          | 12     | 1934–1936        | 1940/41 an BOAC         |
| Boulton & Paul P.71A                | 2      | 1934             | 1936                    |
| Avro 652 Anson                      | 2      | 1935             | 1938                    |
| Short S.23 Empire                   | 25     | 1936–1937        | 1947                    |
| Short S.30 Empire                   | 5      | 1938–1939        | 1947                    |
| Short Mayo Composite                | 2      | 1938             | 1942                    |
| Armstrong Whitworth A.W.27 Ensign   | 12     | 1938–1939        | 1947                    |
| De Havilland DH.91 Albatross        | 6      | 1938–1939        | 1940 an BOAC            |
| Short S.26 G-Klasse                 | 3      | 1939             | 1940 an Royal Air Force |

## Verwaltungsgebäude

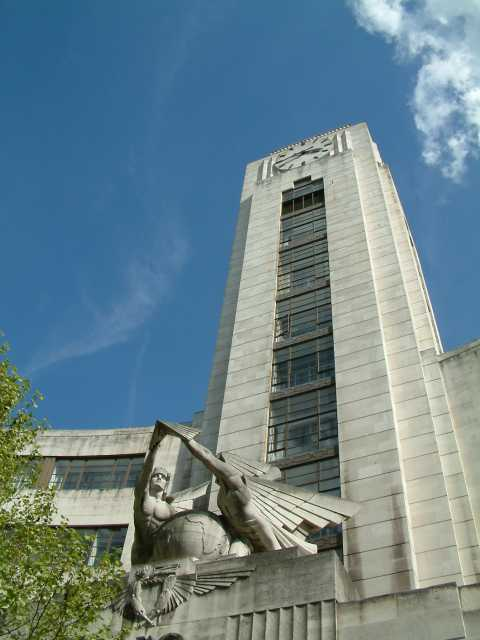
157-197 Buckingham Palace Road, London

Das letzte Verwaltungsgebäude der Imperial Airways befand sich in 157-197 Buckingham Palace Road in London (Westminster SW1) und wurde 1939 bezogen. Davor steht noch heute die Skulptur Speed Wings Over The World  von Eric R. Broadbent mit dem dreidimensionalen Emblem der Imperial Airways.